# Elektrická jednotka 654
Elektrická jednotka 654 je dvoudílná dvousystémová elektrická jednotka vyráběná firmou PESA Bydgoszcz, kterou v počtu sedmi kusů objednal RegioJet pro provoz v Ústeckém kraji. Provoz jednotek je zajišťován prostřednictvím dceřiné společnosti RegioJet ÚK. Jednotky 654 jsou prvním zástupcem modelové řady Pesa Elf.eu, která vychází z modelové řady Pesa Elf II.

## Technický popis
Jednotka se skládá ze dvou vozů řad 654 a 954 (vozy řady 954 nesly původně řadu 655, k jejich přeznačení došlo před zahájením zkušebního provozu s cestujícími v prosinci 2022). Oba vozy jsou nízkopodlažní, usazené na dvou otočných podvozcích. Výška podlahy nízkopodlažní části je 600 mm nad temenem kolejnice. Maximální rychlost je 160 km/h, napájení je umožněno buď soustavou 3 kV ss nebo 25 kV, 50 Hz. Jednotka je vybavena mobilní částí vlakového zabezpečovače ETCS Level 2. Elektrická výzbroj pochází od španělské společnosti Ingeteam. Interiér je plně klimatizován, je vybaven elektrickými zásuvkami, Wi-Fi, informačním systémem a prostorem pro přepravu kol a zavazadel.

## Vznik, výroba a provoz
Koncem roku 2018 získal RegioJet zakázku na provoz elektrických vlaků na linkách U5, U7 a U13 od prosince 2019 s podmínkou provozu nových vozidel od prosince 2021. Do té doby měl RegioJet jezdit s motorovými jednotkami řady 628. Podle původních předpokladů měly nové jednotky vycházet z modelové řady Pesa Elf II. Výrobce ale nakonec z řady Elf II odvodil novou řadu Pesa Elf.eu určenou pro export a RegioJet tak 7. března 2019 podepsal smlouvu na 7 těchto jednotek ve dvouvozovém provedení s termínem dodání ve druhé polovině roku 2021. V říjnu 2019 pak Pesa představila design nových jednotek, který se od původních jednotek Elf II liší a tvarem čela připomíná spíše RegioPanter od Škody Transportation. Barevná zelenožlutá kombinace je výsledkem požadavku Ústeckého kraje. První fotografie vyrobené jednotky byly výrobcem zveřejněny v červenci 2021 a na srpen bylo plánováno zahájení zkoušek na zkušebním okruhu Výzkumného Ústavu Železničního. 20. srpna 2021 získal RegioJet od Ústeckého kraje z důvodu pandemie covidu-19, která zpomalila výrobní proces, bezplatný roční odklad na zahájení provozu jednotek, přestože původní smlouva zahrnovala sankce za každý den nevyjetí nových jednotek. Oficiální představení jednotek veřejnosti proběhlo v září 2021 na veletrhu Trako v Gdaňsku. Testování jednotky na zkušebním okruhu začalo v prosinci 2021 oproti původně plánovanému srpnu. Při testech dosáhla první vyrobená jednotka rychlosti 170 km/h. Testování na veřejné železniční síti začalo v srpnu 2022. Jednotka nejprve vyjela na IV. tranzitní železniční koridor v úseku Benešov–Olbramovice, poté následovaly testy na dalších tratích. Zkušební provoz tří jednotek s cestujícími začal na linkách U5 a U7 v Ústeckém kraji se začátkem platnosti nového jízdního řádu 11. prosince 2022. Všech sedm jednotek mělo být k dispozici do konce ledna 2023.
Z dvoudílné jednotky řady 654 byla odvozena třídílná jednotka, kterou v roce 2022 objednal RegioJet pro provoz v rámci Pražské integrované dopravy. Označena byla řadou 655.